# Willy William

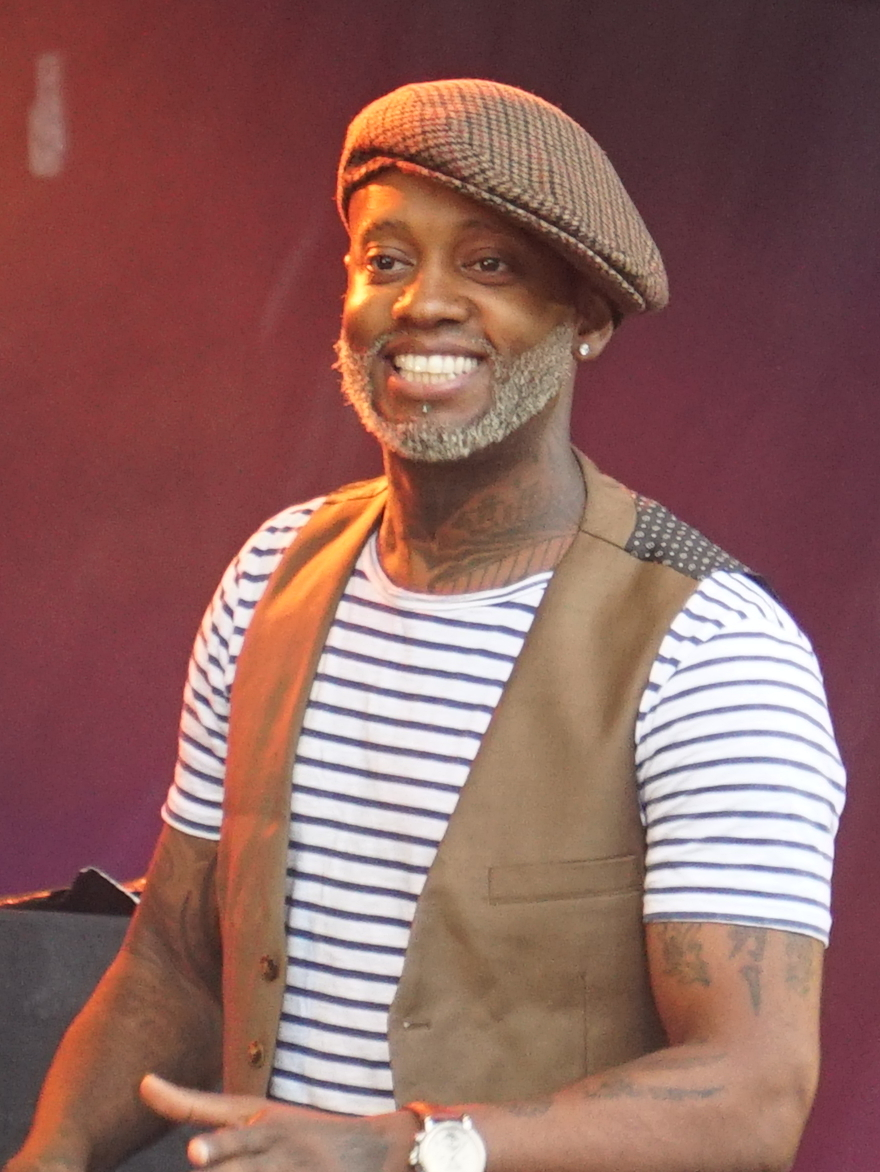
Willy William (2016)

Willy William (* 27. Juni 1981 in Fréjus, Frankreich) ist ein französischer Musiker mit mauretanischen Wurzeln. Er wurde als Teil des Collectif Métissé bekannt, ist jedoch auch solo erfolgreich.

## Karriere
William war, neben seiner DJ-Tätigkeit im Collectif Métissé ab 2009, auch als Songschreiber und Komponist erfolgreich. Er war an mehreren Charthits von DJ Assad und Keen’V beteiligt. Auch als Featuring war er mehrfach in den Charts vertreten. Im Jahr 2015 verließ er die Gruppe, um eine Solokarriere zu starten.
Den ersten Solo-Charthit außerhalb Frankreichs landete er 2015 mit dem Song Ego, der unter anderem Platz 18 in Italien und Platz 4 in den Niederlanden erreichte. Im Sommer 2017 veröffentlichte er zusammen mit J Balvin einen Remix seines französischsprachigen Liedes Voodoo Song. Das neue Lied trägt den Titel Mi gente und ist sowohl französisch- als auch spanischsprachig. Es wurde ein weltweiter Charterfolg und konnte in mehreren Ländern Platz eins erreichen, unter anderem in den niederländischen und in den spanischen Charts.

## Privates
Williams Mutter stammt aus Äthiopien, sein Vater aus Guadeloupe. Er hat eine Schwester namens Linda.
Er ist ein bekennender Fan des türkischen Spitzenklubs Beşiktaş Istanbul.

## Diskografie

### Studioalben
| Jahr | Titel         | Höchstplatzierung, Gesamtwochen, AuszeichnungChartplatzierungen (Jahr, Titel, Platzierungen, Wochen, Auszeichnungen, Anmerkungen) | Höchstplatzierung, Gesamtwochen, AuszeichnungChartplatzierungen (Jahr, Titel, Platzierungen, Wochen, Auszeichnungen, Anmerkungen) | Anmerkungen                         |
| Jahr | Titel         | FR | BEW | Anmerkungen                         |
| ---- | ------------- | --- | --- | ----------------------------------- |
| 2016 | Une seule vie | FR12 (26 Wo.)FR | BEW20 (23 Wo.)BEW | Erstveröffentlichung: 18. März 2016 |

### Singles als Leadmusiker
| Jahr | Titel Album                      | Höchstplatzierung, Gesamtwochen, AuszeichnungChartplatzierungen (Jahr, Titel, Album, Platzierungen, Wochen, Auszeichnungen, Anmerkungen) | Höchstplatzierung, Gesamtwochen, AuszeichnungChartplatzierungen (Jahr, Titel, Album, Platzierungen, Wochen, Auszeichnungen, Anmerkungen) | Höchstplatzierung, Gesamtwochen, AuszeichnungChartplatzierungen (Jahr, Titel, Album, Platzierungen, Wochen, Auszeichnungen, Anmerkungen) | Höchstplatzierung, Gesamtwochen, AuszeichnungChartplatzierungen (Jahr, Titel, Album, Platzierungen, Wochen, Auszeichnungen, Anmerkungen) | Höchstplatzierung, Gesamtwochen, AuszeichnungChartplatzierungen (Jahr, Titel, Album, Platzierungen, Wochen, Auszeichnungen, Anmerkungen) | Höchstplatzierung, Gesamtwochen, AuszeichnungChartplatzierungen (Jahr, Titel, Album, Platzierungen, Wochen, Auszeichnungen, Anmerkungen) | Höchstplatzierung, Gesamtwochen, AuszeichnungChartplatzierungen (Jahr, Titel, Album, Platzierungen, Wochen, Auszeichnungen, Anmerkungen) | Höchstplatzierung, Gesamtwochen, AuszeichnungChartplatzierungen (Jahr, Titel, Album, Platzierungen, Wochen, Auszeichnungen, Anmerkungen) | Anmerkungen                                                         | [↑]: gemeinsam behandelt mit vorhergehendem Eintrag; [←]: in beiden Charts platziert |
| Jahr | Titel Album                      | DE | AT | CH | UK | US | FR Downl. | FR Str. | BEW | Anmerkungen                                                         |                                                                                      |
| ---- | -------------------------------- | --- | --- | --- | --- | --- | --- | --- | --- | ------------------------------------------------------------------- | ------------------------------------------------------------------------------------ |
| 2015 | Te quiero Une seule vie          | — | — | — | — | — | FR24 (15 Wo.)FR | — | — | Erstveröffentlichung: 25. September 2015                            |                                                                                      |
| 2015 | Ego Une seule vie                | DE39 Gold · (12 Wo.)DE | — | CH75 (1 Wo.)CH | — | — | FR12 Platin · (37 Wo.)FR | FR Str.17 (35 Wo.)FR Str. | BEW3 Gold · (16 Wo.)BEW | Erstveröffentlichung: 16. November 2015                             |                                                                                      |
| 2016 | On s’endort? Une seule vie       | — | — | — | — | — | FR36 (16 Wo.)FR | FR Str.100 (12 Wo.)FR Str. | — | Erstveröffentlichung: 19. Februar 2016 feat. Keen’V                 |                                                                                      |
| 2016 | Paris –                          | — | — | — | — | — | FR106 (10 Wo.)FR | — | — | Erstveröffentlichung: 10. Juni 2016 feat. Cris Cab                  |                                                                                      |
| 2017 | Mi gente Vibras                  | DE3 Platin · (49 Wo.)DE | AT4 Gold · (31 Wo.)AT | CH4 Platin · (37 Wo.)CH | UK5 ×2Doppelplatin · (27 Wo.)UK | US19 ×6×8Sechsfachdiamant + Achtfachplatin (Latin) · (30 Wo.)US                                                                          | FR6 Diamant + Gold (Remix) · (68 Wo.)FR [FR Str.: ←]                                                                                     | FR6 Diamant + Gold (Remix) · (68 Wo.)FR [FR Str.: ←]                                                                                     | BEW7 ×2Doppelplatin · (22 Wo.)BEW | Erstveröffentlichung: 30. Juni 2017 mit J Balvin                    |                                                                                      |
| 2017 | Mi gente (Remix) –[DE: ↑][AT: ↑] | DE3 Platin · (49 Wo.)DE | AT4 Gold · (31 Wo.)AT | CH16 (9 Wo.)CH[UK: ↑] | UK5 ×2Doppelplatin · (27 Wo.)UK | US3 (30 Wo.)US[FR: ↑][FR Str.: ↑][BEW: ↑]                                                                                                | FR6 Diamant + Gold (Remix) · (68 Wo.)FR [FR Str.: ←]                                                                                     | FR6 Diamant + Gold (Remix) · (68 Wo.)FR [FR Str.: ←]                                                                                     | BEW7 ×2Doppelplatin · (22 Wo.)BEW | Erstveröffentlichung: 28. September 2017 mit J Balvin feat. Beyoncé |                                                                                      |
| 2022 | Trompeta –                       | — | — | — | — | — | FR27 Platin · (29 Wo.)FR [FR Str.: ←] | FR27 Platin · (29 Wo.)FR [FR Str.: ←] | BEW14 (19 Wo.)BEW | Erstveröffentlichung: 18. Februar 2022                              |                                                                                      |

Weitere Singles
- 2017: Voodoo Song
- 2018: La La La
- 2019: Highway (mit Cheat Codes & Sofía Reyes)

### Singles als Gastmusiker
| Jahr | Titel Album               | Höchstplatzierung, Gesamtwochen, AuszeichnungChartplatzierungen (Jahr, Titel, Album, Platzierungen, Wochen, Auszeichnungen, Anmerkungen) | Höchstplatzierung, Gesamtwochen, AuszeichnungChartplatzierungen (Jahr, Titel, Album, Platzierungen, Wochen, Auszeichnungen, Anmerkungen) | Höchstplatzierung, Gesamtwochen, AuszeichnungChartplatzierungen (Jahr, Titel, Album, Platzierungen, Wochen, Auszeichnungen, Anmerkungen) | Höchstplatzierung, Gesamtwochen, AuszeichnungChartplatzierungen (Jahr, Titel, Album, Platzierungen, Wochen, Auszeichnungen, Anmerkungen) | Höchstplatzierung, Gesamtwochen, AuszeichnungChartplatzierungen (Jahr, Titel, Album, Platzierungen, Wochen, Auszeichnungen, Anmerkungen) | Höchstplatzierung, Gesamtwochen, AuszeichnungChartplatzierungen (Jahr, Titel, Album, Platzierungen, Wochen, Auszeichnungen, Anmerkungen) | Höchstplatzierung, Gesamtwochen, AuszeichnungChartplatzierungen (Jahr, Titel, Album, Platzierungen, Wochen, Auszeichnungen, Anmerkungen) | Höchstplatzierung, Gesamtwochen, AuszeichnungChartplatzierungen (Jahr, Titel, Album, Platzierungen, Wochen, Auszeichnungen, Anmerkungen) | Anmerkungen                                                                                         | [↑]: gemeinsam behandelt mit vorhergehendem Eintrag; [←]: in beiden Charts platziert |
| Jahr | Titel Album               | DE | AT | CH | UK | US | FR Downl. | FR Str. | BEW | Anmerkungen                                                                                         |                                                                                      |
| ---- | ------------------------- | --- | --- | --- | --- | --- | --- | --- | --- | --------------------------------------------------------------------------------------------------- | ------------------------------------------------------------------------------------ |
| 2013 | Je n’ai pas eu le temps – | — | — | — | — | — | FR76 (1 Wo.)FR [FR Str.: ←] | FR76 (1 Wo.)FR [FR Str.: ←] | — | Erstveröffentlichung: 3. Juni 2013 Ridsa feat. Willy William & Ryan Stevenson                       |                                                                                      |
| 2013 | Li tourner –              | — | — | — | — | — | FR12 (38 Wo.)FR [FR Str.: ←] | FR12 (38 Wo.)FR [FR Str.: ←] | — | Erstveröffentlichung: 22. Juli 2013 DJ Assad feat. Alain Ramanisum & Willy William                  |                                                                                      |
| 2014 | Alalila (le Sega) –       | — | — | — | — | — | FR76 (13 Wo.)FR [FR Str.: ←] | FR76 (13 Wo.)FR [FR Str.: ←] | — | Erstveröffentlichung: 9. Juni 2014 DJ Assad feat. Denis Azor, Mario Ramsamy & Willy William         |                                                                                      |
| 2015 | Englishman in New York –  | — | — | — | — | — | FR16 (19 Wo.)FR | FR Str.77 (10 Wo.)FR Str. | BEW26 (11 Wo.)BEW | Erstveröffentlichung: 9. März 2015 Cris Cab feat. Tefa & Moox & Willy William                       |                                                                                      |
| 2018 | Goodbye –                 | DE47 (15 Wo.)DE | AT57 Gold · (10 Wo.)AT | CH50 (11 Wo.)CH | UK26 Gold · (15 Wo.)UK | US— GoldUS | FR93 Gold · (20 Wo.)FR [FR Str.: ←] | FR93 Gold · (20 Wo.)FR [FR Str.: ←] | BEW15 (14 Wo.)BEW | Erstveröffentlichung: 23. August 2018 David Guetta & Jason Derulo feat. Nicki Minaj & Willy William |                                                                                      |

Weitere Gastbeiträge
- 2011: Baila (Lylloo feat. Willy William)
- 2012: C Show (Les Jumo feat. Willy William & Vybrate)
- 2014: Me gusta (DJ R’AN feat. José de Rico, Willy William & Anna Tores)
- 2014: L’Italienne (Les Jumo feat. Willy William & Frédéric François)
- 2017: Anywhere (Remix) (Rita Ora feat. Willy William)

## Auszeichnungen für Musikverkäufe
| Goldene Schallplatte - Brasilien - 2024: für das Lied Mi gente (Live) - Dänemark - 2023: für die Single Mi gente (Remix) - Italien - 2019: für die Single Goodbye - Kanada - 2023: für die Single Trompeta - Mexiko - 2019: für die Single Mi gente - Neuseeland - 2018: für die Single Mi gente (Remix) - 2019: für die Single Goodbye - Polen - 2019: für die Single Goodbye - Portugal - 2019: für die Single Mi gente (Remix) - Spanien - 2017: für die Single Mi gente (Remix) - 2023: für die Single Goodbye Platin-Schallplatte - Australien - 2019: für die Single Goodbye - Chile - 2017: für die Single Mi gente - Dänemark - 2018: für die Single Mi gente - Finnland - 2020: für die Single Mi gente - Kanada - 2023: für die Single Goodbye - Niederlande - 2022: für die Single Trompeta - Norwegen - 2017: für die Single Mi gente | 2× Platin-Schallplatte - Italien - 2019: für die Single Ego - Polen - 2016: für die Single Ego - Portugal - 2019: für die Single Mi gente 3× Platin-Schallplatte - Neuseeland - 2023: für die Single Mi gente - Schweden - 2017: für die Single Mi gente 4× Platin-Schallplatte - Polen - 2021: für die Single Mi gente - Spanien - 2017: für die Single Mi gente 5× Platin-Schallplatte - Australien - 2023: für die Single Mi gente (Remix) - Italien - 2019: für die Single Mi gente - Venezuela - 2017: für die Single Mi gente | Diamantene Schallplatte - Kanada - 2025: für die Single Mi gente 2× Diamantene Schallplatte - Ecuador - 2017: für die Single Mi gente - Kolumbien - 2017: für die Single Mi gente - Peru - 2017: für die Single Mi gente 4× Diamantene Schallplatte - Brasilien - 2024: für die Single Mi gente - Mexiko - 2019: für die Single Mi gente |

Anmerkung: Auszeichnungen in Ländern aus den Charttabellen bzw. Chartboxen sind in ebendiesen zu finden.
| Land/RegionAuszeichnungen für Musikverkäufe (Land/Region, Auszeichnungen, Verkäufe, Quellen) | Gold       | Platin       | Diamant       | Verkäufe  | Quellen              |
| -------------------------------------------------------------------------------------------- | ---------- | ------------ | ------------- | --------- | -------------------- |
| Australien (ARIA)                                                                            | —          | 6× Platin6   | —             | 420.000   | aria.com.au          |
| Belgien (BRMA)                                                                               | Gold1      | 2× Platin2   | —             | 75.000    | ultratop.be          |
| Brasilien (PMB)                                                                              | Gold1      | —            | 4× Diamant4   | 660.000   | pro-musicabr.org.br  |
| Chile (IFPI)                                                                                 | —          | Platin1      | —             | 80.000    | Einzelnachweise      |
| Dänemark (IFPI)                                                                              | Gold1      | Platin1      | —             | 105.000   | ifpi.dk              |
| Deutschland (BVMI)                                                                           | Gold1      | Platin1      | —             | 600.000   | musikindustrie.de    |
| Ecuador (SOPROFON)                                                                           | —          | —            | 2× Diamant2   | 120.000   | Einzelnachweise      |
| Finnland (IFPI)                                                                              | —          | Platin1      | —             | 40.000    | Einzelnachweise      |
| Frankreich (SNEP)                                                                            | 2× Gold2   | 2× Platin2   | Diamant1      | 766.666   | snepmusique.com      |
| Italien (FIMI)                                                                               | Gold1      | 7× Platin7   | —             | 375.000   | fimi.it              |
| Kanada (MC)                                                                                  | Gold1      | Platin1      | Diamant1      | 920.000   | musiccanada.com      |
| Kolumbien (ASINCOL)                                                                          | —          | —            | 2× Diamant2   | 400.000   | Einzelnachweise      |
| Mexiko (AMPROFON)                                                                            | Gold1      | —            | 4× Diamant4   | 1.230.000 | amprofon.com.mx      |
| Neuseeland (RMNZ)                                                                            | 2× Gold2   | 3× Platin3   | —             | 120.000   | radioscope.co.nz     |
| Niederlande (NVPI)                                                                           | —          | Platin1      | —             | 80.000    | nvpi.nl              |
| Norwegen (IFPI)                                                                              | —          | Platin1      | —             | 40.000    | ifpi.no              |
| Österreich (IFPI)                                                                            | 2× Gold2   | —            | —             | 30.000    | ifpi.at              |
| Peru (UNIMPRO)                                                                               | —          | —            | 2× Diamant2   | 120.000   | Einzelnachweise      |
| Polen (ZPAV)                                                                                 | Gold1      | 6× Platin6   | —             | 250.000   | olis.pl              |
| Portugal (AFP)                                                                               | Gold1      | 2× Platin2   | —             | 25.000    | Einzelnachweise      |
| Schweden (IFPI)                                                                              | —          | 3× Platin3   | —             | 120.000   | sverigetopplistan.se |
| Schweiz (IFPI)                                                                               | —          | Platin1      | —             | 20.000    | hitparade.ch         |
| Spanien (Promusicae)                                                                         | 2× Gold2   | 4× Platin4   | —             | 210.000   | elportaldemusica.es  |
| Venezuela (APFV)                                                                             | —          | 5× Platin5   | —             | 50.000    | Einzelnachweise      |
| Vereinigte Staaten (RIAA)                                                                    | Gold1      | 8× Platin8   | 6× Diamant6   | 4.580.000 | riaa.com             |
| Vereinigtes Königreich (BPI)                                                                 | Gold1      | 2× Platin2   | —             | 1.600.000 | bpi.co.uk            |
| Insgesamt                                                                                    | 19× Gold19 | 58× Platin58 | 22× Diamant22 |           |                      |

## Belege
1. ↑  John D. Buchanan Willy William | Biography & History. In: allmusic.com, abgerufen am 26. September 2017.
2. ↑  Willy William: I don't know why Wikipedia keeps making my birthday April 14th. In: TikTok: willywilliamofficial. 14. April 2022, abgerufen am 11. Juli 2022.
3. ↑  VIDEO | Willy William canta live pentru fanii din… In: wowbiz.ro, abgerufen am 26. September 2017.
4. ↑  Willy William – Ego In: italiancharts.com, abgerufen am 26. September 2017.
5. 1 2  Top 40-artiest: Willy William In: top40.nl.
6. ↑  Willy William: An seinem Hit „Ego“ kommt keiner mehr vorbei In: klatsch-tratsch.de, abgerufen am 26. September 2017.
7. ↑  Willy William – Bio, Facts, Family In: famousbirthdays.com, abgerufen am 26. September 2017.
8. ↑  https://ftp.ortacizgi.com/fransiz-unlu-isimden-besiktas-paylasimi
9. 1 2 3  Chartquellen: DE AT CH FR UK US BEW
10. ↑  Le Top de la semaine: Top Singles Streaming 5/2016 In: snepmusique.com, abgerufen am 26. September 2017.
11. ↑  Le Top de la semaine: Top Singles Streaming 13/2016 In: snepmusique.com, abgerufen am 26. September 2017.
12. ↑  Le Top de la semaine: Top Singles Streaming 28/2015 In: snepmusique.com, abgerufen am 26. September 2017.
13. ↑  Gold für Mi gente (Remix) in Portugal
14. ↑  LATINALAISELLA MUSIIKILLA GLOBAALIKSI SUPERTÄHDEKSI – J BALVININ UUSI LEVY ULKONA NYT. (Memento vom 7. April 2020 im Webarchiv archive.today) universalmusic.fi, 20. März 2020, abgerufen am 14. Juli 2021 (finnisch).
15. ↑  2× Platin für Mi gente in Portugal
16. 1 2 3 4  Auszeichnungen für Mi gente in Südamerika 2017